# Avenger of Blood
Avenger of Blood est un groupe de thrash metal américain, originaire de San José, en Californie. Le groupe se relocalise par la suite à Las Vegas, dans le Nevada. En 2005, Avenger of Blood le groupe publie son premier album studio, Complete Annihilation. En 2008, Avenger of Blood publie son deuxième album studio, Death Brigade

## Biographie
Le groupe est formé en avril 2001 à San José, en Californie, avant de se relocaliser à Las Vegas, dans l'État du Nevada, aux États-Unis. L'année suivant la création du groupe, une première démo voit le jour, Celestial War. L'année suivante, en 2002, le groupe enchaine avec une deuxième production de ce genre, intitulée Demo 2003, puis sort une troisième démo en 2005 que le groupe nomme Promo Demo. Peu après, au cours de la même année, le groupe publie son premier album studio, Complete Annihilation. À ses débuts, le groupe enchaine les concerts dans des festivals nationaux comme le Minneapolis Mayhem, le Northwest Deathfest, et aussi une tournée avec Godless Rising (ex-Vital Remains).
En mai 2007, le label Heavy Artillery annonce sa signature avec Avenger of Blood. En 2008, Avenger of Blood publie son deuxième album studio, Death Brigade. À cette période, le groupe faut face à de gros problèmes de formation, qui mène au départ de trois de ses membres. Pendant près de trois ans, le groupe tente de se stabiliser. Une fois fait, Avenger of Blood publie un EP trois titres auto-produit intitulé Spawn of Evil, en 2012. Il y fait participer R.A. Carnage au chant, Brandon Gulling à la guitare et Jeremy Hamilton à la basse, Le groupe annonce sa séparation le 16 juin 2013. Il est cependant reformé en septembre 2013 comme projet uniquement studio.

## Style musical
Le style musical du groupe est principalement influencée par les groupes de thrash metal allemand, principalement Sodom et Kreator, mais également Tankard et Destruction, mais à une échelle moins importante que les deux premiers groupes cités. Avenger of Blood a pour thème principal l'apocalypse ou des éléménts apocalyptiques.

## Membres

### Membres actuels
- Shannon Frye - batterie (2002-2013, depuis 2013)
- Marc Flores - guitare (2005-2013, depuis 2014)
- Sal Lalli - guitare (2008, depuis 2015), chant (2008)

### Anciens membres
- Vince DiMaggio - basse
- Eric Greaney - guitare, chant (2002-2008)
- Cesar Hernandes - basse (2003)
- Shawn Loureiro - basse, chœurs (2004-2009)
- Nathan Fichter - guitare (2004-2005)
- Chris Rodriguez - basse, chant (2008-2009, 2011)
- Mike Videtto - guitare (2008)
- Jeremy Hamilton - basse (2012-2013)
- Brandon Gulling - guitare (2012-2013)
- R.A. Carnage - chant (2012-2013)

## Discographie

### Albums studio
- 2005 : Complete Annihilation
- 2008 : Death Brigade

### Démos
- 2002 : Celestial War
- 2003 : Demo 2003
- 2005 : Promo Demo